# 安積四郎
安積 四郎（あづみ しろう、1902年〈明治35年〉6月25日 - 没年不明）は、日本の実業家、サッカー選手。

## 来歴
大阪府の明星商業学校に在学中はサッカー部に所属。八田卯一郎が同期に当たる。最終学年の1920年に第4回日本フットボール優勝大会（1921年1月開催）に出場した。1921年に明星商業学校を卒業。
1921年、神田清雄や八田卯一郎らの明星商業学校OBと共に大阪サッカー倶楽部を創設し、同チームに所属した。
1923年5月に大阪で開催された第6回極東選手権競技大会のサッカー日本代表に選出されて2試合に出場した。
1925年5月に開催された第7回極東選手権競技大会の日本代表にも選出され1試合に出場した。
引退後は父の経営する家業を継ぎ、1931年に安積濾紙工業所（現：安積濾紙株式会社）を創業した。

## 代表歴

### 出場大会
- 第6回極東選手権競技大会
- 第7回極東選手権競技大会

### 試合数
- 国際Aマッチ 3試合 0得点(1923-1925)

| 日本代表 | 国際Aマッチ | 国際Aマッチ | その他 | その他 | 期間通算 | 期間通算 |
| 年       | 出場        | 得点        | 出場   | 得点   | 出場     | 得点     |
| -------- | ----------- | ----------- | ------ | ------ | -------- | -------- |
| 1923     | 2           | 0           | 0      | 0      | 2        | 0        |
| 1924     | 0           | 0           | 0      | 0      | 0        | 0        |
| 1925     | 1           | 0           | 0      | 0      | 1        | 0        |
| 通算     | 3           | 0           | 0      | 0      | 3        | 0        |

### 出場
| No. | 開催日         | 開催都市 | スタジアム     | 対戦相手   | 結果 | 監督         | 大会       |
| --- | -------------- | -------- | -------------- | ---------- | ---- | ------------ | ---------- |
| 1.  | 1923年05月23日 | 大阪府   | 大阪市立運動場 | フィリピン | ●1-2 | 西田満寿次郎 | 極東選手権 |
| 2.  | 1923年05月24日 | 大阪府   | 大阪市立運動場 | 中華民国   | ●1-5 | 西田満寿次郎 | 極東選手権 |
| 3.  | 1925年05月17日 | マニラ   |                | フィリピン | ●0-4 | 山田午郎     | 極東選手権 |